# Гуляєв Кирило Дмитрович
Гуляєв Кирило Дмитрович — кандидат технічних наук, старший науковий співробітник, завідувач відділу інформаційних та комунікаційних технологій Інституту телекомунікацій і глобального інформаційного простору НАНУ, лауреат державної премії в галузі освіти, Лауреат Державної премії в галузі науки і техніки.

## Біографія
Народився 19 січня 1986 року в м. Київ; українець; одружений; має сина.
У 2002 році закінчив ліцей № 142.
У 2006 році здобув ступінь бакалавра в НТУУ «КПІ» Навчально-науковий комплекс «ІПСА» за спеціальністю «Комп'ютерні науки».
У 2008 році отримав сертифікат у San Francisco State Extended Learning за програмою Human Resource Management: Fundamental Issues, а також в Університеті Каліфорнії (Берклі) за програмою Business administration [Архівовано 12 листопада 2012 у Wayback Machine.](англ.).
У 2009 році отримав сертифікат в Університеті Каліфорнії (Берклі) за програмою Finance (Фінанси). Крім того, у 2009 році здобув ступінь магістра в Одеській національній академії зв'язку ім. А. С. Попова за спеціальністю «Телекомунікаційні системи та мережі».
У 2010 році захистив дисертацію в Одеській національній академії зв'язку ім. А. С. Попова й здобув ступінь кандидата технічних наук.
У 2014 році було надано вчене звання старшого наукового співробітника зі спеціальності інформаційні технології.

## Діяльність
- Серпень 2011 р. — т. ч. — завідувач відділу інформаційних та комунікаційних технологій Інституту телекомунікацій і глобального інформаційного простору НАНУ.
- Грудень 2010 р. — серпень 2011 р. — старший науковий співробітник відділу інформаційних та інноваційних технологій в освіті Інституту телекомунікацій і глобального інформаційного простору НАНУ.
- Березень 2010 р. — січень 2011 (закриття) р. — радник голови Державної адміністрації зв'язку України в Міністерстві інфраструктури України [Архівовано 8 лютого 2014 у Wayback Machine.].
- Вересень 2009 р. — по т. ч. р. — помічник-консультант народного депутата.
- Січень 2009 р. — жовтень 2012 р. — радник в ТОВ «ДНК Веб Студія» [Архівовано 20 вересня 2012 у Wayback Machine.].
- Вересень 2008 р. — грудень 2010 р. — науковий співробітник відділу інформаційних та інноваційних технологій в освіті Інституту телекомунікацій і глобального інформаційного простору НАНУ.
- Квітень 2007 р. — вересень 2008 р. — комерційний директор в ТОВ «ДНК Веб Студія».
- Квітень 2004 р. — квітень 2007 р. — інженер програмного забезпечення в ТОВ «Каміон Оіл» [Архівовано 30 листопада 2012 у Wayback Machine.].
- Квітень 2003 р. — листопад 2003 р. — системний адміністратор у ТОВ «Ваш Час» [Архівовано 25 листопада 2012 у Wayback Machine.].

## Нагороди
- Державна премія України в Галузі освіти 2012 року у номінації «Дошкільна й позашкільна освіта» за цикл робіт «Всеукраїнський освітній Інтернет-портал „Острів знань“»[3].
- Державна премія України в галузі науки і техніки (2014) за роботу «Технологічні, організаційні та регуляторні засади побудови телекомунікаційних мереж сучасних та наступних поколінь»[2].

## Публікації
1. К. Д. Гуляєв, В. А. Каптур, П. С. Кравченко. Базові принципи практичної реалізації систем адресації зі змінним розміром мережної адреси в ETHERNET мережах [недоступне посилання з липня 2019]. Науково-технічний журнал «Радіоелектронні і комп'ютерні системи» № 1 (53), 2012
2. К. Д. Гуляєв, В. А. Каптур, П. С. Кравченко, О. О. Яніна. Оцінювання ефективності впровадження телекомунікаційних технологій зменшення протокольної надлишковості . Збірник наукових робіт «Открытые информационные и компьютерные интегрированные технологии» № 52, 2011
3. D. A. Zaitsev, K. D. Guliaiev. Stack E6 and Its Implementation within Linux Kernel. Journal of Software Engineering and Applications D. A. Zaitsev, K. D. Guliaiev. Stack E6 and Its Implementation within Linux Kernel [Архівовано 13 липня 2014 у Wayback Machine.](англ.), Vol. 4, No. 6, June 2011.
4. К. Д. Гуляєв, О. В. Палагін, О. Є. Стрижак. Використання пошукової інформаційно-аналітичної платформи Exalead для створення систем керування знаннями в бібліотечних та освітніх проектах. Збірник наукових праць 10-ї Міжнародної науково-практичної конференції «Сучасні інформаційні технології управління екологічною безпекою, природокористуванням, заходами в надзвичайних ситуаціях», 2011.
5. K. Guliaiev, P. Vorobiyenko, D. Zaitsev, T. Shmeleva. PBB Efficiency Evaluation via Colored Petri Net Models. Journal «Communications and Network»Peter Vorobiyenko, Kirill Guliaiev, Dmitry Zaitsev, Tatiana Shmeleva.PBB Efficiency Evaluation via Colored Petri Net Models [Архівовано 12 січня 2013 у Wayback Machine.](англ.) Vol. 2, No.2, 2010. — p. 113—124.
6. К. Д. Гуляєв, П. П. Воробіенко, Д.А Зайцев. Спільна робота стека протоколів Е6 з іншими мережевими технологіями  [Архівовано 24 березня 2012 у Wayback Machine.](рос.). Загальногалузевий науково-виробничий часопис «ЗВ'ЯЗОК» № 1, 2010. — ст. 29-32.
7. К. Д. Гуляєв, П. П. Воробіенко, Д. А. Зайцев, Т. Р. Шмелева. Оцінка ефективності технології PBB за допомогою розфарбованих мереж Петрі  [Архівовано 12 березня 2016 у Wayback Machine.](рос.). Загальногалузевий науково-виробничий часопис «ЗВ'ЯЗОК» № 4(88), 2009. — ст. 39-46.
8. К. Д. Гуляєв, Д. А. Зайцев, Т. Р. Шмельова. Звіт про науково-дослідну роботу «Розробка нових систем адресації глобальних мереж»  [Архівовано 6 березня 2016 у Wayback Machine.], 2009. — 124 ст.
9. К. Д. Гуляєв, Д. А. Зайцев. Динамічна маршрутизація в Е6 мережах  [Архівовано 10 березня 2016 у Wayback Machine.](рос.). Науково-технічний журнал «Радіотехніка», Вип. 159, 2009
10. К. Д. Гуляєв. Оцінка якості обслуговування Е6 мереж (рос.). Праці Одеської національної академії зв'язку ім. А. С. Попова, № 2, 2009.
11. К. Д. Гуляєв, Д. А. Зайцев. Експериментальна реалізація стека мережевих протоколів Е6 в ядрі ОС Linux. «Штучний інтелект», № 2, 2009.
12. Guliayev K.D, Zaitsev D.A., Litvin D.A., Radchenko E.V. Simulating E6 protocol networks using CPN Tools  [Архівовано 8 березня 2016 у Wayback Machine.]. Proc. of International Conference on IT Promotion in Asia, 2008.
13. К. Д. Гуляєв., Е. Б. Баховец, Т. А. Гринченко, С. К. Полумиенко, Л. А. Рыбаков, В. В. Тюрин. Предпосылки становления информационного общества в Украине. Киев, 2008. ISBN 978-966-8405-74-7
14. К. Д. Гуляєв, П. П. Воробієнко, Д. А. Зайцев. Спосіб передачі даних в мережі з заміщенням мережного і транспортного рівнів універсальною технологією канального рівня  [Архівовано 10 березня 2016 у Wayback Machine.]. Патент України на корисну модель № 35773, u2008 03069, заявлено. 11.03.08, Опубл. 10.10.08, Бюл. № 19.
15. К. Д. Гуляев, В. А. Каптур, І. А. Піднебесний, Методика вибору конфігурації систем фільтрації нецільового контенту для корпоративних мереж. Наукові праці Одеської національної академії зв'язку ім. А. С. Попова, 2012, № 1, С. 98—105.
16. К. Д. Гуляєв, П. П. Воробієнко, В. А. Каптур, П. С. Кравченко. Узагальнена модель побудови мереж наступних поколінь. Збірник наукових праць НЕУ ім. М. Є. Жуковського «ХАІ», Відкриті інформаційні та комп'ютерні технології, 2012, № 54, с. 156—163.
17. К. Д. Гуляєв, Е-парламент обеспечит персональное голосование каждым народным депутатом. Перше спеціалізоване галузеве агентство «IT Expert»(рос.),2012.
18. К. Д. Гуляєв, Внедрение ИКТ должно способствовать автоматизации деятельности депутатского корпуса (рос.), 2012.

## Ресурси Інтернет
1. Спосіб адаптивного передавання корисної інформації в мережах з комутацією пакетів [Архівовано 9 березня 2016 у Wayback Machine.]
2. Список молодих учених Національної академії наук України, яким подовжено виплату стипендій Президента України для молодих учених
3. Схвалено проект Стратегії розвитку інформаційного суспільства в Україні [Архівовано 9 березня 2016 у Wayback Machine.]
4. Індекс Цитувань (Google Scholar) [Архівовано 16 квітня 2016 у Wayback Machine.][1]
5. Сайт відділу Інформаційно-комунікаційних технологій Інституту телекомунікацій та глобального інформаційного простору [Архівовано 10 квітня 2016 у Wayback Machine.]
6. ВСЕУКРАЇНСЬКА ГРОМАДСЬКА ОРГАНІЗАЦІЯ «УКРАЇНСЬКА АСОЦІАЦІЯ БОРОТЬБИ З ІНСУЛЬТОМ» [Архівовано 17 квітня 2016 у Wayback Machine.]
7. Д'Н'К ВЕБ СТУДІЯ [Архівовано 17 квітня 2016 у Wayback Machine.]
8. «Стратегія розвитку інформаційного суспільства в Україні» [Архівовано 19 квітня 2016 у Wayback Machine.]

1. ↑  Гуляєв, Кирило. Kyrylo GULIAIEV - Google Scholar. scholar.google.com.ua (русский язык) . Google. Архів оригіналу за 16 квітня 2016.